# Баторово (Познанський повіт)
Баторово (пол. Batorowo) — село в Польщі, у гміні Тарново-Подґурне Познанського повіту Великопольського воєводства.
Населення — 365 осіб (2011).
У 1975-1998 роках село належало до Познанського воєводства.

## Демографія
Демографічна структура станом на 31 березня 2011 року:
|          | Загалом | Допрацездатний вік | Працездатний вік | Постпрацездатний вік |
| -------- | ------- | ------------------ | ---------------- | -------------------- |
| Чоловіки | 176     | 49                 | 118              | 9                    |
| Жінки    | 189     | 45                 | 119              | 25                   |
| Разом    | 365     | 94                 | 237              | 34                   |